# 전기화학 반응 메커니즘
전기화학에서 전기화학 반응 메커니즘(영어: Electrochemical reaction mechanism)은 전체 전기화학 화학 반응이 일어나는 최소 하나 이상의 외부 구형 전자전달을 포함하는 단계별 순서이다.

## 개요
양성자 결합 전자전달과 전극과 기질 사이의 전자 이동과 같은 기본 단계는 전기화학 공정에 특유하다. 전기화학 메커니즘은 부식, 산화환원 활성 광화학 (광합성 포함), 전자전달계 및 기타 형태의 균일 및 불균일 전자전달을 자주 포함하는 기타 생물학적 시스템을 포함한 모든 산화환원 화학에 중요하다. 이러한 반응은 순환 전압전류법(CV), 크로노암페로메트리 및 부피 전해와 같은 표준 3전극 기술뿐만 아니라 회전 원판 전극 및 회전 고리-원판 전극을 포함하는 더 복잡한 실험으로 가장 자주 연구된다. 광유도 전자전달의 경우 시간 분해 분광법의 사용이 일반적이다.

## 형식론
전기화학 반응을 설명할 때 종종 "E" 및 "C" 형식론이 사용된다. E는 전자전달을 나타낸다. 때로는 EO 및 ER이 각각 산화 및 환원을 나타내는 데 사용된다. C는 모든 기본 반응 단계를 나타내는 화학 반응을 나타내며 종종 "후속" 반응이라고 불린다. 배위 화학에서 전자 전달을 "따르는" 일반적인 C 단계는 리간드 손실 및 결합이다. 리간드 손실 또는 획득은 복합체의 배위권의 기하학적 변화와 관련이 있다.
{\displaystyle {\begin{array}{lrcl}\mathbf {E} &\qquad [{\ce {ML}}_{n}]^{2+}+{\ce {e-}}&\longrightarrow &[{\ce {ML}}_{n}]^{+}\\\mathbf {C} &\qquad [{\ce {ML}}_{n}]^{+}&\longrightarrow &[{\ce {ML}}_{n-1}]^{+}+{\ce {L}}\end{array}}}
위의 반응은 EC 반응이라고 불린다.

## 특성화
위 반응에서 "후속" 화학 반응에 의해 [ML
n-1]+
이 생성되면 CV 플롯의 어느 지점에서든 또는 전혀 산화환원 화학을 나타낼 수 있는 종이 전극에 직접 생성된다. [ML
n]+
에서 [ML
n-1]+
로의 배위 변화는 순환 전압-전류법과 같은 전기화학 실험 중 "가역적" 거동 관찰을 방해하는 경우가 많다. 순방향 스캔에서는 예상되는 확산파가 관찰되는데, 위 예에서는 [ML
n]2+
가 [ML
n]+
로 환원되는 것이다. 그러나 역방향 스캔에서는 해당 파동이 관찰되지 않는데, 위 예에서는 [ML
n]+
가 [ML
n]2+
로 산화되는 것에 해당하는 파동이다. 우리 예에서는 리간드 손실을 통해 [ML
n-1]+
로 전환되었기 때문에 산화될 [ML
n]+
가 없다. 반환 파동은 스캔 속도를 높여 화학 반응이 일어나기 전에 후속 화학 반응을 관찰할 수 있도록 하면 때때로 관찰될 수 있다. 이는 0.5에서 5.0 V/s의 매우 높은 스캔 속도를 지원하는 초미세 전극 (UME) 사용을 요구하는 경우가 많다. 수정된 스캔 속도에 대한 순방향 및 역방향 피크 비율 플롯은 종종 화학 반응 속도를 식별한다. 이러한 플롯을 전기화학 시뮬레이션으로 모델링하는 것이 일반적인 관행이 되었다. 이러한 연구 결과는 시뮬레이션이 우수한 실험 데이터를 요구하고, 일상적으로 얻고 보고되는 데이터보다 더 나은 데이터를 요구하며, 이러한 연구의 매개변수가 거의 보고되지 않고 종종 비합리적으로 높은 변수 대 데이터 비율을 포함한다는 점에서 실제적인 관련성이 논쟁의 여지가 있다 (참고?). 더 나은 관행은 관찰된 결과와 암시된 현상 사이의 간단하고 잘 문서화된 관계를 찾는 것이다. 또는 크로노암페로메트리 또는 회전 전극을 포함하는 다른 기술을 사용하여 특정 물리적 현상을 조사하는 것이다.

## 전기 촉매
전기 촉매는 전자의 직접적인 전달을 통해 산화 또는 환원을 포함하는 촉매 과정이다. 전기 촉매 공정의 전기화학 메커니즘은 다양한 화학 분야 및 관련 과학 분야의 일반적인 연구 주제이다. 이는 물 산화 및 연료 전지 촉매 개발에 중요하다. 예를 들어, 물 산화 반응의 절반은 수소 이온이 수소로 환원되는 후속 반쪽 반응이다.
{\displaystyle {\ce {2H+ + 2e- -> H2}}}
이 반응은 전자의 전달에서 큰 과전압을 피하기 위해 어떤 형태의 촉매를 필요로 한다. 촉매는 서로 다른 반응 경로를 통해 이 반응을 수행할 수 있으며, 균일 촉매 [ML
n]2+
에 대한 두 가지 예가 아래에 나열되어 있다.
경로 1
{\displaystyle {\begin{array}{lrcl}\mathbf {E} &\qquad [{\ce {ML}}_{n}]^{2+}+{\ce {e-}}&\longrightarrow &[{\ce {ML}}_{n}]^{+}\\\mathbf {C} &\qquad [{\ce {ML}}_{n}]^{+}+{\ce {H+}}&\longrightarrow &[{\ce {HML}}_{n}]^{2+}\\\mathbf {E} &\qquad [{\ce {HML}}_{n}]^{2+}+{\ce {e-}}&\longrightarrow &[{\ce {HML}}_{n}]^{+}\\\mathbf {C} &\qquad [{\ce {HML}}_{n}]^{+}+{\ce {H+}}&\longrightarrow &[{\ce {H2ML}}_{n}]^{2+}\\\mathbf {C} &\qquad [{\ce {H2ML}}_{n}]^{2+}&\longrightarrow &[{\ce {ML}}_{n}]^{2+}+{\ce {H2}}\end{array}}}
경로 2
{\displaystyle {\begin{array}{lrcl}\mathbf {E} &\qquad [{\ce {ML}}_{n}]^{2+}+{\ce {e-}}&\longrightarrow &[{\ce {ML}}_{n}]^{+}\\\mathbf {C} &\qquad [{\ce {ML}}_{n}]^{+}+{\ce {H+}}&\longrightarrow &[{\ce {HML}}_{n}]^{2+}\\\mathbf {C} &\qquad 2\,[{\ce {HML}}_{n}]^{2+}&\longrightarrow &2\,[{\ce {ML}}_{n}]^{2+}+{\ce {H2}}\end{array}}}
경로 1은 ECECC로 설명되는 반면 경로 2는 ECC로 설명될 것이다. 촉매가 고체 지지체에 사용될 경우, 단일 금속 중심이 작동하는 데 필요한 경로 1은 유력한 후보가 될 것이다. 대조적으로, 개별 금속 중심을 분리하는 고체 지지체 시스템은 금속 중심에서 2차인 단계를 필요로 하므로 경로 2를 통해 작동하는 촉매를 쓸모 없게 만들 것이다. 반응 메커니즘을 결정하는 것은 다른 방법과 비슷하며, 일부 기술은 전기화학에 특유하다. 대부분의 경우 전자 전달은 화학 반응보다 훨씬 빠르다고 가정할 수 있다. 출발 물질과 속도 결정 단계 사이의 단계가 지배적인 양론적 반응과 달리, 촉매 반응에서는 관찰된 반응 차수가 일반적으로 촉매 휴지 상태와 속도 결정 단계 사이의 단계에 의해 지배된다.

## "후속" 물리적 변환
전위 변화 실험 중에는 주요 종이 용액에 용해되는 종에서 불용성 종으로 변환되는 산화환원 쌍을 거치는 것이 일반적이다. 이로 인해 새로운 종이 작동 전극에 침착되는 핵 형성 과정이 발생한다. 전위 스캔 중에 전극에 종이 침착되었다면, 역 스캔에서는 보통 스트리핑 파동이 관찰된다.
{\displaystyle {\begin{array}{lrcl}{\text{핵 형성:}}&\quad [{\ce {ML}}_{n}]_{(aq)}^{+}+{\ce {e-}}&\longrightarrow &[{\ce {ML}}_{n}]_{(s)}\\{\text{스트리핑:}}&\quad [{\ce {ML}}_{n}]_{(s)}&\longrightarrow &{\ce {e-}}+[{\ce {ML}}_{n}]_{(aq)}^{+}\end{array}}}
핵 형성 파동은 뚜렷하거나 감지하기 어려울 수 있지만, 스트리핑 파동은 보통 매우 뚜렷하다. 종종 이러한 현상은 용액 내 복합체 농도를 줄임으로써 피할 수 있다. 이 두 물리적 상태 변화 모두 화학 반응 메커니즘을 포함하지 않지만, 결과 데이터가 때때로 일부 화학 반응 메커니즘과 혼동될 수 있으므로 여기에 언급할 가치가 있다.